# Повалихино (Владимирская область)
Повалихино — деревня в Гороховецком районе Владимирской области России, входит в состав Фоминского сельского поселения.

## География
Деревня расположена на берегу реки Чуча в 19 км на северо-восток от центра поселения села Фоминки и в 37 км на юго-запад от Гороховца.

## История
По переписным книгам 1678 года деревня входила в состав Кожинского прихода и значилась за Афанасием Оболдуевым.
В XIX — первой четверти XX века деревня входила в состав Кожинской волости Гороховецкого уезда, с 1926 года — в составе Гороховецкой волости Вязниковского уезда. В 1859 году в деревне числилось 19 дворов, в 1905 году — 55 дворов, в 1926 году — 54 двора.
С 1929 года деревня входила в состав Гончарского сельсовета Фоминского района Горьковского края, с 1940 года — в составе Быкасовского сельсовета, с 1944 года — в составе Владимирской области, с 1954 года — в составе Рождественского сельсовета, с 1959 года в составе — Гороховецкого района, с 2005 года — в составе Фоминского сельского поселения.

## Население
| 1859 | 1905 | 1926 | 2002 | 2010 | 2021 |
| ---- | ---- | ---- | ---- | ---- | ---- |
| 160  | ↗237 | ↘231 | ↘3   | ↘0   | →0   |